# Burt Ovrut
Burt Ovrut (...) è un fisico teorico statunitense famoso per il suo lavoro sulla teoria delle superstringhe.
Attualmente è professore di fisica teorica delle alte energie presso l'Università della Pennsylvania.
Burt Ovrut si è dottorato in fisica presso l'Università di Chicago nel 1978. I suoi relatori sono stati W. Benjamin Lee e Yōichirō Nambu, e la sua tesi è stata su una teoria unificata delle interazioni deboli e elettromagnetiche Sp(4) x U(1).
È un pioniere della M-teoria per spiegare il Big Bang senza la presenza di una singolarità gravitazionale. Recentemente Burt Ovrut coi suoi collaboratori ha costruito una compattificazione Calabi-Yau che riproduce un modello standard supersimmetrico minimale.